# 9e division de cavalerie (Empire allemand)
Pour les articles homonymes, voir 9e division.
La 9e division de cavalerie est une grande unité de l'armée prussienne pendant la Première Guerre mondiale.

## Composition
- 13e brigade de cavalerie
  - 4e régiment de cuirassiers (de)
  - 8e régiment de hussards (de)
- 14e brigade de cavalerie
  - 11e régiment de hussards (de)
  - 5e régiment d'uhlans (de)
- 18e brigade de cavalerie
  - 13e régiment de dragons schleswigois-holsteinois
  - 19e régiment de dragons oldenbourgeois
- Détachement d'équitation du 10e régiment d'artillerie de campagne
- 7e détachement MG
- Détachement de génie

## Histoire
La division est formée dans le cadre de la mobilisation au début de la Première Guerre mondiale, initialement déployée sur le front occidental et à partir de la mi-novembre 1914 sur le front oriental. Elle y est dissous le 3 mars 1918.

### Calendrier des batailles

#### 1914
- 8 au 22 août – combats de dissimulation devant le front de la 1re et de la 2e armée en Belgique
- 23 au 24 août – Bataille de Mons
- 25 au 27 août – Bataille du Cateau
- 31 août - Avancée sur Choisy-au-Bac et Compiègne
- 1er septembre - combat à Villers-Cotterêts
- 2 septembre - combat à Senlis
- 3 au 4 septembre - combat à Crépy-en-Valois
- 5 au 9 septembre - bataille de l'Ourcq
- 12 au 17 septembre - combats sur l'Aisne
- 23 au 29 septembre - bataille de la Somme
- 30 septembre au 1er octobre - bataille de Douai
- 1er au 13 octobre - Bataille d'Arras
- 13 octobre au 4 novembre - combats de position en Flandre et Artois
  - 15 au 28 octobre - bataille de Lille
  - 30 octobre au 4 novembre - Bataille d'Ypres
- 5 au 9 novembre - transport vers l'est
- 14 au 15 novembre - bataille de Kutno
- 16 novembre au 15 décembre - bataille de Łódź
  - 30 novembre au 17 décembre - bataille de Lowicz-Sanniki
- à partir du 18 décembre - bataille de la Rawka-Bzura

#### 1915
- jusqu'au 16 Juillet - bataille de la Rawka-Bzura
- 17 juillet au 5 août - combats autour de Varsovie
- 8 au 18 août - combats de poursuite entre la Vistule et Bug
- 19 au 25 Août - Bataille de Bielsk
- 26 août - combats de harcèlement sur la Swislocz (de) et la Naumka-Werecia
- 1er au 8 septembre - bataille du Niémen
- 9 septembre au 2 octobre - bataille de Vilnius
- à partir du 3 octobre - combats de position entre Krewo (de)-Smorgon-Lac Naroch-Tveretsch

#### 1916
- jusqu'au 12 juin - batailles de position entre Krevo-Smorgon-Narotschsee-Tveretsch
- du 15 juin au 15 juillet - combats sur le Styr et Stochod
- du 19 juillet au 1er décembre - batailles de tranchées dans les marais de Pripet

#### 1917
- jusqu'au 1 Décembre - Batailles de tranchées dans les marais de Pripet
- 2 au 17 décembre - Cessez-le-feu
- à partir du 17 décembre – Armistice

#### 1918
- jusqu'à 18 février – Armistice
- 3 mars - Dissolution de la division

## Commandants
| Grade        | Nom                    | Date                           |
| ------------ | ---------------------- | ------------------------------ |
| Generalmajor | Karl-Ulrich von Bülow  | 1er au 7 août 1914             |
| Generalmajor | Eberhard von Schmettow | 7 août 1914 au 11 juin 1915    |
| Generalmajor | Albert de Mutius       | 9 septembre au 10 octobre 1916 |
| Generalmajor | Udo von Selchow        | 11 octobre 1916 au 3 mars 1919 |